# A-League 2017-18
La Hyundai A-League 2017-18 fue la decimotercera edición de la A-League, máxima categoría del fútbol profesional en Australia desde su creación en 2004. La temporada dio comienzo el 6 de octubre de 2017 con el inicio de la fase regular, la cual concluyó el 13 de abril de 2018. La fase final comenzó el 20 de abril y finalizó el día 5 de mayo de 2018, con la disputa de la gran final, que consagró al Melbourne Victory campeón por cuarta vez en su historia.

## Sistema de competencia
En la temporada regular los 10 equipos juegan todos contra todos en 27 jornadas (tres rondas de ida y vuelta). La puntuación se determina por tres puntos por victoria, uno por empate y ninguno por derrota. Al término de las 27 jornadas los 6 mejores equipos en la tabla general avanzan a la fase final del campeonato.
En la fase final por el título, los dos mejores equipos en la temporada regular avanzan directamente a las semifinales. mientras los otros cuatro equipos disputan la primera ronda a partido único, cuyos ganadores avanzan a las semifinales. Los ganadores de las semifinales disputarán el título de la A-League 2017-18 en la Gran Final a partido único en el campo del club con mejor puntuación en la temporada regular.
El campeón de la A-League y el campeón de la temporada regular (equipo que ocupe la primera posición de la tabla general) obtienen una plaza para la fase de grupos de la Liga de Campeones de la AFC 2019, el segundo lugar de la temporada regular consigue una plaza más pero comenzara en la fase preliminar.

## Temporada regular
| Pos. | Equipo                   | Pts. | PJ | G  | E | P  | GF | GC | Dif. | Clasificación o descenso                                    |
| ---- | ------------------------ | ---- | -- | -- | - | -- | -- | -- | ---- | ----------------------------------------------------------- |
| 1    | Sydney FC                | 64   | 27 | 20 | 4 | 3  | 64 | 22 | +42  | Clasificado a fase de grupos de Liga de Campeones AFC 2019  |
| 2    | Newcastle Jets           | 50   | 27 | 15 | 5 | 7  | 57 | 37 | +20  | Clasificado a fase preliminar de Liga de Campeones AFC 2019 |
| 3    | Melbourne City           | 43   | 27 | 13 | 4 | 10 | 41 | 33 | +8   | Clasificados a Primera ronda de la fase final               |
| 4    | Melbourne Victory        | 41   | 27 | 12 | 5 | 10 | 43 | 37 | +6   | Clasificados a Primera ronda de la fase final               |
| 5    | Adelaide United          | 39   | 27 | 11 | 6 | 10 | 36 | 38 | −2   | Clasificados a Primera ronda de la fase final               |
| 6    | Brisbane Roar            | 35   | 27 | 10 | 5 | 12 | 33 | 39 | −6   | Clasificados a Primera ronda de la fase final               |
| 7    | Western Sydney Wanderers | 33   | 27 | 8  | 9 | 10 | 38 | 47 | −9   |                                                             |
| 8    | Perth Glory              | 32   | 27 | 10 | 2 | 15 | 36 | 50 | −14  |                                                             |
| 9    | Wellington Phoenix a     | 21   | 27 | 5  | 6 | 16 | 31 | 55 | −24  |                                                             |
| 10   | Central Coast Mariners   | 20   | 27 | 4  | 8 | 15 | 28 | 49 | −21  |                                                             |

 Fuente: Soccerway a-league.com
* Leyenda: PJ: Partidos jugados; PG: Partidos ganados; PE: Partidos empatados; PP: Partidos perdidos; GF: Goles a favor; GC: Goles en contra; Dif: Diferencia de goles; Pts: Puntos.
     Clasificado a semifinales de la fase final y clasificado a fase de grupos de la Liga de Campeones de la AFC 2019.

     Clasificado a semifinales de la fase final y clasificado a fase preliminar de la Liga de Campeones de la AFC 2019

     Clasificados a Primera ronda de la fase final.
Notas:

a Wellington Phoenix como equipo neozelandés, pertenece a la Confederación de Fútbol de Oceanía por lo que no puede participar en la Liga de Campeones de la AFC, torneo organizado por la Confederación Asiática de Fútbol.

## Fase final
|  | Primera ronda | Primera ronda     | Primera ronda         |                       |   | Semifinales | Semifinales | Semifinales |  |                   | Gran Final        | Gran Final | Gran Final |  |
|  |               |                   |                       |                       |   |             |             |             |  |                   |                   |            |            |  |
|  |               |                   |                       |                       |   |             |             |             |  |                   |                   |            |            |  |
|  |               |                   |                       |                       |   |             |             |             |  |                   |                   |            |            |  |
|  |               |                   |                       |                       |   |             |             |             |  |                   |                   |            |            |  |
|  |               |                   |                       |                       |   |             |             |             |  |                   |                   |            |            |  |
|  |               | 1º                | Sydney FC             | 2                     |   |             |             |             |  |                   |                   |            |            |  |
|  |               |                   |                       | 2                     |   |             |             |             |  |                   |                   |            |            |  |
|  |               |                   | 4º                    | Melbourne Victory     | 3 |             |             |             |  |                   |                   |            |            |  |
|  | 4º            | Melbourne Victory | 4º                    | Melbourne Victory     | 3 | 2           |             |             |  |                   |                   |            |            |  |
|  | 4º            | Melbourne Victory |                       |                       |   |             |             |             |  |                   |                   |            |            |  |
|  | 5º            | Adelaide United   | 1                     |                       |   |             |             |             |  |                   |                   |            |            |  |
|  | 5º            | Adelaide United   | 1                     |                       |   |             |             |             |  | Melbourne Victory | Melbourne Victory | 1          |            |  |
|  |               |                   |                       |                       |   |             |             |             |  | Melbourne Victory | Melbourne Victory | 1          |            |  |
|  |               |                   | Newcastle United Jets | Newcastle United Jets | 0 |             |             |             |  |                   |                   |            |            |  |
|  |               |                   | Newcastle United Jets | Newcastle United Jets | 0 |             |             |             |  |                   |                   |            |            |  |
|  |               |                   |                       |                       |   |             |             |             |  |                   |                   |            |            |  |
|  |               |                   |                       |                       |   |             |             |             |  |                   |                   |            |            |  |
|  |               | 2º                | Newcastle United Jets | 2                     |   |             |             |             |  |                   |                   |            |            |  |
|  |               |                   |                       | 2                     |   |             |             |             |  |                   |                   |            |            |  |
|  |               |                   | 3º                    | Melbourne City        | 1 |             |             |             |  |                   |                   |            |            |  |
|  | 3º            | Melbourne City    | 3º                    | Melbourne City        | 1 | 2           |             |             |  |                   |                   |            |            |  |
|  | 3º            | Melbourne City    |                       |                       |   |             |             |             |  |                   |                   |            |            |  |
|  | 6º            | Brisbane Roar     | 0                     |                       |   |             |             |             |  |                   |                   |            |            |  |
|  | 6º            | Brisbane Roar     | 0                     |                       |   |             |             |             |  |                   |                   |            |            |  |
|  |               |                   |                       |                       |   |             |             |             |  |                   |                   |            |            |  |

### Primera ronda
| 20 de abril de 2018 | Melbourne City                          | 2:0 (0:0) | Brisbane Roar | AAMI Park, Melbourne                                      |                                                           |
|                     | Stefan Mauk 59' · Nick Fitzgerald 90+1' | Reporte   |               | Asistencia: 7.757 espectadores Árbitro(s): Jarred Gillett | Asistencia: 7.757 espectadores Árbitro(s): Jarred Gillett |

| 22 de abril de 2018 | Melbourne Victory                     | 2:1 (0:0) | Adelaide United      | AAMI Park, Melbourne                                    |                                                         |
|                     | Leroy George 63' · Besart Berisha 89' | Reporte   | Nikola Mileusnic 57' | Asistencia: 15.502 espectadores Árbitro(s): Chris Beath | Asistencia: 15.502 espectadores Árbitro(s): Chris Beath |

### Semifinales
| 27 de abril de 2018 | Newcastle United Jets                | 2:1 (0:1) | Melbourne City      | McDonald Jones Stadium, Newcastle                       |                                                         |
|                     | Riley McGree 56' · Jason Hoffman 74' | Reporte   | Bruno Fornaroli 13' | Asistencia: 19.131 espectadores Árbitro(s): Shaun Evans | Asistencia: 19.131 espectadores Árbitro(s): Shaun Evans |

| 28 de abril de 2018 | Sydney FC                              | 2:3 (1:1) | Melbourne Victory                                             | Allianz Stadium, Sídney                              |                                                      |
|                     | Stefan Nigro 24' · Terry Antonis 90+5' | Reporte   | Kosta Barbarouses 31' · James Troisi 47' · Terry Antonis 117' | Asistencia: 17.775 espectadores Árbitro(s): Kurt Ams | Asistencia: 17.775 espectadores Árbitro(s): Kurt Ams |

### Final
| 5 de mayo de 2018 | Newcastle United Jets | 0:1 (0:1) | Melbourne Victory    | McDonald Jones Stadium, Newcastle                          |                                                            |
|                   |                       | Reporte   | Kosta Barbarouses 9' | Asistencia: 29.410 espectadores Árbitro(s): Jarred Gillett | Asistencia: 29.410 espectadores Árbitro(s): Jarred Gillett |

| 20         | Guardameta     | Glen Moss             |       |
| 3          | Defensa        | Jason Hoffman         | 90+1' |
| 4          | Defensa        | Nigel Boogaard        |       |
| 5          | Defensa        | Daniel Georgievski    | 51'   |
| 7          | Defensa        | Nikolai Topor-Stanley |       |
| 6          | Centrocampista | John Koutroumbis      |       |
| 13         | Centrocampista | Riley McGree          |       |
| 21         | Centrocampista | Dimitri Petratos      |       |
| 10         | Delantero      | Steven Ugarkovic      |       |
| 14         | Delantero      | Ronald Vargas         |       |
| 9          | Delantero      | Roy O'Donovan         |       |
| Entrenador | Entrenador     | Ernie Merrick         |       |

| 20         | Guardameta     | Lawrence Thomas   |     |
| 22         | Defensa        | Stefan Nigro      | 77' |
| 17         | Defensa        | James Donachie    |     |
| 14         | Defensa        | Thomas Deng       |     |
| 6          | Defensa        | Leigh Broxham     |     |
| 21         | Centrocampista | Carl Valeri       |     |
| 24         | Centrocampista | Terry Antonis     |     |
| 9          | Centrocampista | Kosta Barbarouses |     |
| 10         | Centrocampista | James Troisi      |     |
| 41         | Delantero      | Leroy George      |     |
| 8          | Delantero      | Besart Berisha    |     |
| Entrenador | Entrenador     | Kevin Muscat      |     |

| 24 | Delantero | Joe Champness    | 65' |
| 11 | Delantero | Patito Rodríguez | 74' |

| 18 | Centrocampista | Matías Sánchez | 77' |

|  |  |  |  |

| Anotado | 9' | Kosta Barbarouses |  |

| Árbitro             | Jarred Gillett  |
| Árbitros asistentes | Matthew Cream   |
| Árbitros asistentes | Paul Cetrangolo |
| Cuarto Árbitro      | Kurt Ams        |

| 20         | Guardameta     | Glen Moss             |       |
| 3          | Defensa        | Jason Hoffman         | 90+1' |
| 4          | Defensa        | Nigel Boogaard        |       |
| 5          | Defensa        | Daniel Georgievski    | 51'   |
| 7          | Defensa        | Nikolai Topor-Stanley |       |
| 6          | Centrocampista | John Koutroumbis      |       |
| 13         | Centrocampista | Riley McGree          |       |
| 21         | Centrocampista | Dimitri Petratos      |       |
| 10         | Delantero      | Steven Ugarkovic      |       |
| 14         | Delantero      | Ronald Vargas         |       |
| 9          | Delantero      | Roy O'Donovan         |       |
| Entrenador | Entrenador     | Ernie Merrick         |       |

| 20         | Guardameta     | Lawrence Thomas   |     |
| 22         | Defensa        | Stefan Nigro      | 77' |
| 17         | Defensa        | James Donachie    |     |
| 14         | Defensa        | Thomas Deng       |     |
| 6          | Defensa        | Leigh Broxham     |     |
| 21         | Centrocampista | Carl Valeri       |     |
| 24         | Centrocampista | Terry Antonis     |     |
| 9          | Centrocampista | Kosta Barbarouses |     |
| 10         | Centrocampista | James Troisi      |     |
| 41         | Delantero      | Leroy George      |     |
| 8          | Delantero      | Besart Berisha    |     |
| Entrenador | Entrenador     | Kevin Muscat      |     |

| 24 | Delantero | Joe Champness    | 65' |
| 11 | Delantero | Patito Rodríguez | 74' |

| 18 | Centrocampista | Matías Sánchez | 77' |

|  |  |  |  |

| Anotado | 9' | Kosta Barbarouses |  |

| Árbitro             | Jarred Gillett  |
| Árbitros asistentes | Matthew Cream   |
| Árbitros asistentes | Paul Cetrangolo |
| Cuarto Árbitro      | Kurt Ams        |

| Bandera de Australia                |
| Campeón Melbourne Victory 4° título |

## Máximos goleadores
Actualizado al 15 de abril de 2018.
| Pos. | Jugador             | Club                              | Goles |
| ---- | ------------------- | --------------------------------- | ----- |
| 1    | Bobô                | Sydney FC                         | 27    |
| 2    | Oriol Riera         | Western Sydney Wanderers          | 15    |
| 3    | Ross McCormack      | Melbourne City                    | 14    |
| 4    | Besart Berisha      | Melbourne Victory                 | 13    |
| 4    | Adrian Mierzejewski | Sydney FC                         | 13    |
| 6    | Andrew Nabbout      | Newcastle Jets                    | 10    |
| 6    | Dimitri Petratos    | Newcastle Jets                    | 10    |
| 8    | Andrija Kaluđerović | Wellington Phoenix                | 9     |
| 8    | Massimo Maccarone   | Brisbane Roar                     | 9     |
| 8    | Roy O'Donovan       | Newcastle Jets                    | 9     |
| 8    | Dario Vidošić       | Wellington Phoenix Melbourne City | 9     |